# Liddy Mignone
Elisa Hedwig Carolina Mankel Chiaffarelli Mignone (São Paulo, 9 de maio de 1891 - Paraibuna, São Paulo, 26 de Novembro de 1962) foi uma educadora musical, musicista e pianista que teve seu auge de produção nas décadas de 30 e 40 do século XX. Na década de 30, mudou-se para o Rio De Janeiro, junto com seu marido na época, Francisco Mignone. La, foi uma das pioneiras da iniciação musical no Rio De Janeiro e no Brasil, junto com Sá Pereira, que com a ajuda deste, fundou o curso de iniciação musical no Conservatório Brasileiro de Música, na gestão de Lorenzo Fernandez. Os seus métodos de ensino de música proponha uma alternativa aos métodos de ensino vigentes, como atender as características do desenvolvimento infantil, valorizando sua realidade e procurando compreender sua bagagem psicológica e emocional, e pela centralização de atividades lúdicas, como brincadeiras, jogos, histórias, danças, conjuntos de percussão, canto, movimentos corporais e através da improvisação de ritmos e melodias. Na década de 40, publicou algumas obras sobre seus métodos de ensino musical, o que foi um marco no percurso de métodos ativos no Brasil, pois não se publicava quase nada sobre isso por aqui. Foi responsável pela formação de diversos profissionais que ainda atuam no meio cultural do país, dentre professores, músicos, maestros, etc.

## Biografia
Filha de um reconhecido músico italiano e professor de virtuoses do piano, radicado no Brasil, Luigi Chiaffarelli, com o qual teve seus primeiros estudos de piano, teoria musical, línguas e humanidades.Cresceu em um ambiente extremamente musical. Teve contato, ainda criança, com os mais renomados músicos nacionais e internacionais de sua época, que passavam por São Paulo, pois seu pai dava recitais em uma sala de concertos que tinha em sua casa. Também, atuou como cantora lírica em recitais, com seu pai acompanhando ao piano. Dominava cinco idiomas. Fez varias viagens a Europa e aos Estados Unidos, por motivos de estudos. Teve seus primeiros contatos com métodos de ensino ativos de música em uma de suas viagens, tais como Dalcroze, Orff e Willems. Esse ambiente caracteriza a formação musical e intelectual da educadora perpassa sua produção escrita e suas atividades pedagógicas. Casou-se pela primeira vez com o professor e compositor Agostino Cantu. Seu segundo casamento, na década de 30, foi com o músico e compositor Francisco Mignone, o que motivou sua mudança para o Rio de Janeiro. Chegando ao Rio, foi convidada a lecionar piano no recém formado Conservatório Brasileiro de Música. Nesse periodo, junto com Antonio Sá Pereira, criou o curso de iniciação musical, voltado para a fase inicial do aprendizado musical. 
Pioneiro no ensino musical para crianças, este curso se caracterizou por uma oposição ao modelo de ensino de música tradicional e sua proposta metodológica estava em sintonia com o pensamento dos principais educadores do inicio do século XX, que propunham mudanças na maneira de se ensinar. A pratica pedagógica era voltada para atividades lúdicas que envolviam praticas musicais de canto, execução instrumental e movimentação do corpo. Outro aspecto diferencial, era a momento e a forma de se trabalhar a escrita e leitura musical, com o qual se evidencia uma forte relação entre a representação gráfica e a realidade sonora que os símbolos representam. Para Liddy, o mais importante era desenvolver a potencialidade musical de cada individuo. 
Após dez anos de intensa atividade, publicou seu primeiro livro, publicado pela "Edições Tupy", chamado "Iniciação musical: Treinos de ouvido, ritmo e leitura". O livro faz referencia a o curso e a questões recorrentes no campo da educação musical, como percepção, leitura, ritmo, etc. A co-autoria do livro é de Marina Lorenzo Fernandez, filha do diretor do conservatório na época, Lorenzo Fernandez, que foi uma das primeiras alunas de piano de Liddy, ainda menina, e tornou-se colaboradora e professora do curso de iniciação musical e no curso de especialização de professores anos mais tarde. O livro foi um marco na educação musical do Brasil, pois não se publicava quase nada sobre esse assunto no país, e ainda mais vindo de uma mulher. Grande parte do conteúdo do livro é a descrição de atividades que a autora realizava em suas aulas. 
O interesse despertado pelo curso de iniciação musical começou a crescer já quase no começo da década de 40, e era necessário uma demanda maior de professores. Liddy então, criou em 1948, o curso de especialização de professores em iniciação musical.Esse curso, tinha como pré-requisito, o término de um curso de musica e sua duração era de dois anos. No curso, dava-se importância a disciplinas ligadas a psicologia, pedagogia e metodologia de ensino de musica. Tambem era necessário uma defesa de monografia para um banca de cinco professores, estágios supervisionados e aula pública para crianças. Os estágios eram realizados no próprio conservatório, ou em qualquer instituição que se interessava por oferecer educação musical as crianças. Com isso, a iniciação musical começou a ganhar espaços em escolas particulares, escolas municipais, jardins de infância, instituições ligadas a portadores de necessidades especiais, assim como foi oferecida para crianças das favelas, jardins públicos e clubes. 
Em 1950, inspirada por uma grande amizade com o artista plástico Augusto Rodriguez, fundador da Escolinha de Arte do Brasil, com a qual debatiam diversos temas relacionados a arte e a educação, fundou o Centro para Estudo de Iniciação Musical da Criança, destinado a estudar os problemas relacionados a educação musical nas escolas, observados nas classes. Nesse centro, se davam cursos de psicologia, dança, folclore, flauta doce, entre outros. 
A educadora promoveu diversos eventos, desde concursos de piano a encontro de professores de musica. Os chamados Festivais de Iniciação e Educação Artística da Criança, que tinha como intuito reunir professores para trocar e debater idéias, relatar experiencias, todos relacionados a educação das artes. Ainda na década de 50, Liddy foi convidada a realizar programas de radio e televisão, que consistiam em aulas de iniciação musical, como as que ministrava no conservatório. 
Ainda nessa década, lança seu segundo livro. Liddy tambem escreveu artigos que foram publicados em periódicos. Na revista do CBM, sob o titulo: O que foi e o que é um curso de iniciação infantil do Conservatório Brasileiro de Musica, em 1955, e no boletim de Associação Brasileira de Recreação: Musica e educação, em 1963, já posterior ao seu falecimento.
Compôs algumas peças para piano, que claramente são voltadas ao publico infantil e ao aprendizado inicial do instrumento, datadas de 1942, com os títulos de "Chiquinho, o implicante", "Neco, o portuguezinho", "Toninho, o gozado", "Quinzinho valsando", "Zico e Pedro, os dois teimosos", "Zequinha, o dansarino"e "Joãozinho, o forçudo". As sete peças guardam semelhanças, todas são em compassos simples binário, ternário ou quaternário, compostas na tonalidade de Dó maior, em um registro que compreende o dó 3 ao lá 4 em dois pentagramas, ambos na clave de sol. Em 1951, Liddy compôs uma suite para piano, mas com um grau de complexidade rítmica e técnica maior que as peças anteriores. A suite é organizada em quatro partes "1- Pierrozinho triste, 2- As costureirinhas,3- Acalanto do indiozinho,4- Dia de férias". Essas peças foram publicadas como òpus 2, indicando que as anteriores eram a ópus 1. Tambem estão em tonalidades diferentes (Ré maior, Sol maior, Sol bemol maior e Dó maior) e as alturas vão desde o dó 1 ao ré 5.
Faleceu em Paraibuna - SP, vítima de um acidente de avião em 26 de novembro de 1962.

## Pedagogia[5]
Liddy Mignone valorizava muito a realidade de seu aluno, sempre procurando compreender sua bagagem emocional e psicológica. Estimulava a socialização de crianças através de brincadeiras, jogos, histórias, danças, grupos de percussão, canto e movimentos corporais.
Noções de dinâmica (f e p) e de pulsação (acelerando ou retardando), aplicadas no repertório aplicado na aula, que focava em músicas folclóricas.

### Exercícios de atenção ao ataque
Os alunos marcham contando 1-2 ao ouvirem o piano e quando este para, permanecem quietos contando e batendo palmas.

#### Exercícios de atenção em grupo;
Cada grupo representa uma música. Quando soar a música de um determinado grupo, esse canta e se movimenta, e o outro grupo permanece parado, e vice-versa. Tambem era feito através de fragmentos rítmicos.

### Exercícios de iniciação a leitura musical;
Inicia-se uma contagem oral dos tempos na turma, e pra cada sequencia de figuras de notação musical (semínima, minima, semibreve), os alunos farão ataques de palmas. Exemplo: Se o professor propor representar em palmas, quatro semínimas em um compasso quaternário, os alunos contaram e baterão palmas quatro vezes, pois esta figura tem o valor de um tempo em um compasso quaternário. Tambem, nessas atividades de iniciação a leitura, é dada as noções de silencio, introduzindo pausas junto as figuras de notas nos compassos.
Outra atividade; Crianças lado a lado, representam cada uma um numero, que significa os tempos do compasso. Quando o professor bate palmas apenas no 1 e no 3 por exemplo, as crianças que representam o 2 e o 4, ficam, respectivamente, atras do 1 e do 3.
Utilizando somente as três figuras (seminima, minima, semibreve) e as suas pausas, o professor distribui umas série de cartões que representam esses valores e inicia através de palmas, um ditado rítmico e cabe ao aluno com seus cartões, representar o ritmo que foi executado.

## Bandinha rítmica
A bandinha é utilizada para acompanhamentos de músicas sem e com texto, para crianças que não leem partituras e com partitura aso que já foram iniciados na leitura. O intuito dessa atividade é desenvolver a disciplina e ritmo. Tambem tem uma disposição e uma alternância de instrumentos de percussão e escolha de repertório pelas crianças.